# 约翰斯·霍普金斯

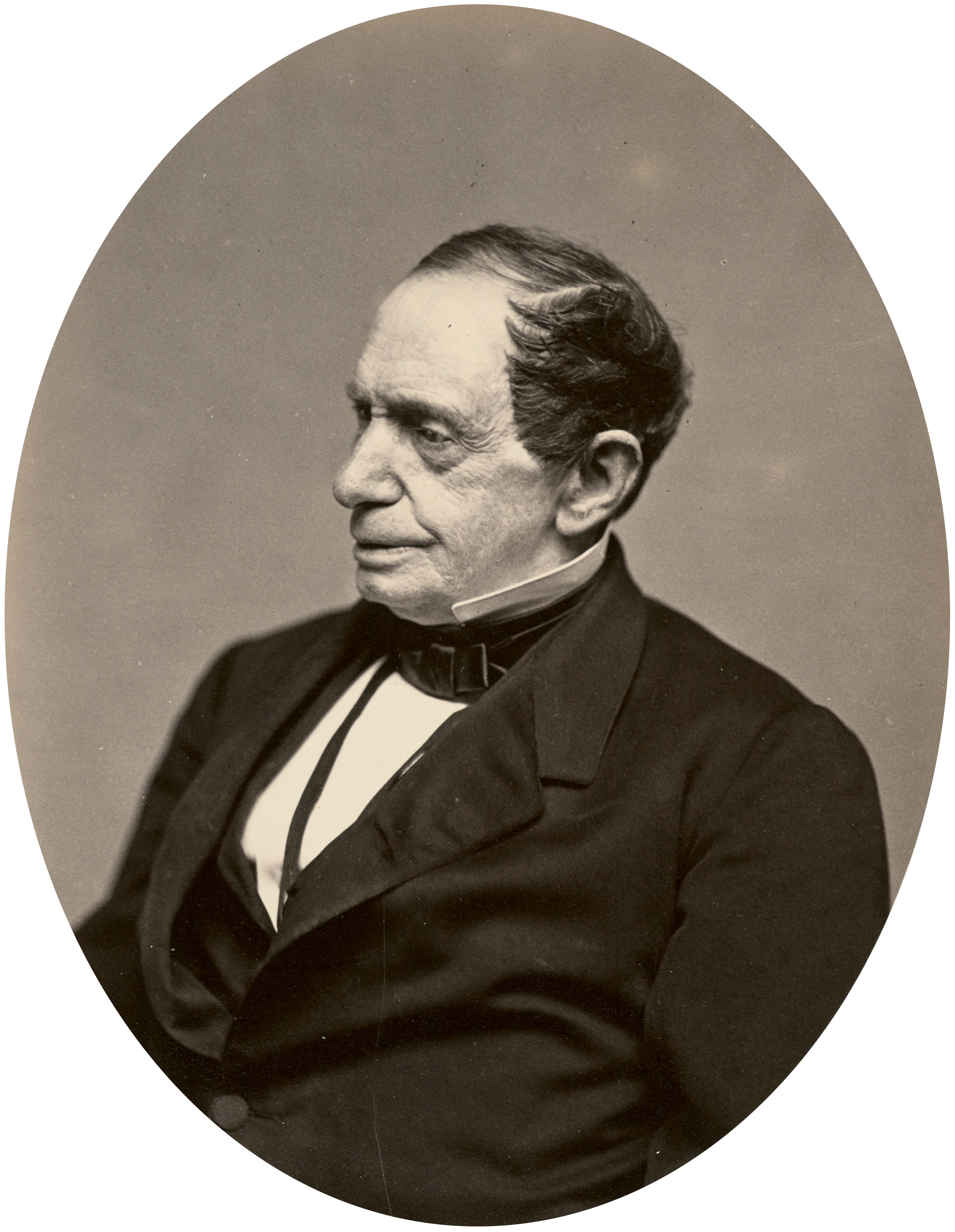
肖像

约翰斯·霍普金斯（英語：Johns Hopkins，1795年5月19日—1873年12月24日），美国富商和慈善家。其名字中的“约翰斯”（Johns）为其曾祖母的姓氏，而并非英文中常见的John。今有以其命名的约翰斯·霍普金斯大学和约翰斯·霍普金斯医院。

## 家族
霍普金斯家族早年凭借烟草种植和航运发迹，为马里兰州早期的大奴隶主。18世纪末，霍普金斯家族作为虔诚的教友派教徒加入废奴主义的阵营，使大量黑奴获得了自由，但也导致庄园严重的人手短缺，家世逐渐衰败。

## 财富积累
约翰斯·霍普金斯12岁辍学，曾先后种过烟草和在杂货店当过学徒。24岁时，他与人合伙开办了一家贸易公司，并由此崭露其卓越的商业才能。历史上关于霍普金斯早年商业活动的记载甚少。有人认为他通过分装走私威士忌至象牙海岸等地套利，但这一说法在历史学家中存在争议。在获得了一系列商业成功后，他将资本逐渐转移至银行业和当时新兴的铁路运营。他敏锐地察觉到，当时作为美国第一大港的巴尔的摩港已经无法满足日益激增的贸易需求。他游说巴尔的摩市政府采纳了他的港区重建计划，并在当时大部分人都不看好的情况下，兴建自巴尔的摩至俄亥俄的铁路（B&O Railroad）。霍普金斯一生中的投资决定几乎从未出现失误。这些投资最终获得了极其丰厚的回报，其个人财富在1860年前后达到了巅峰。

## 慈善

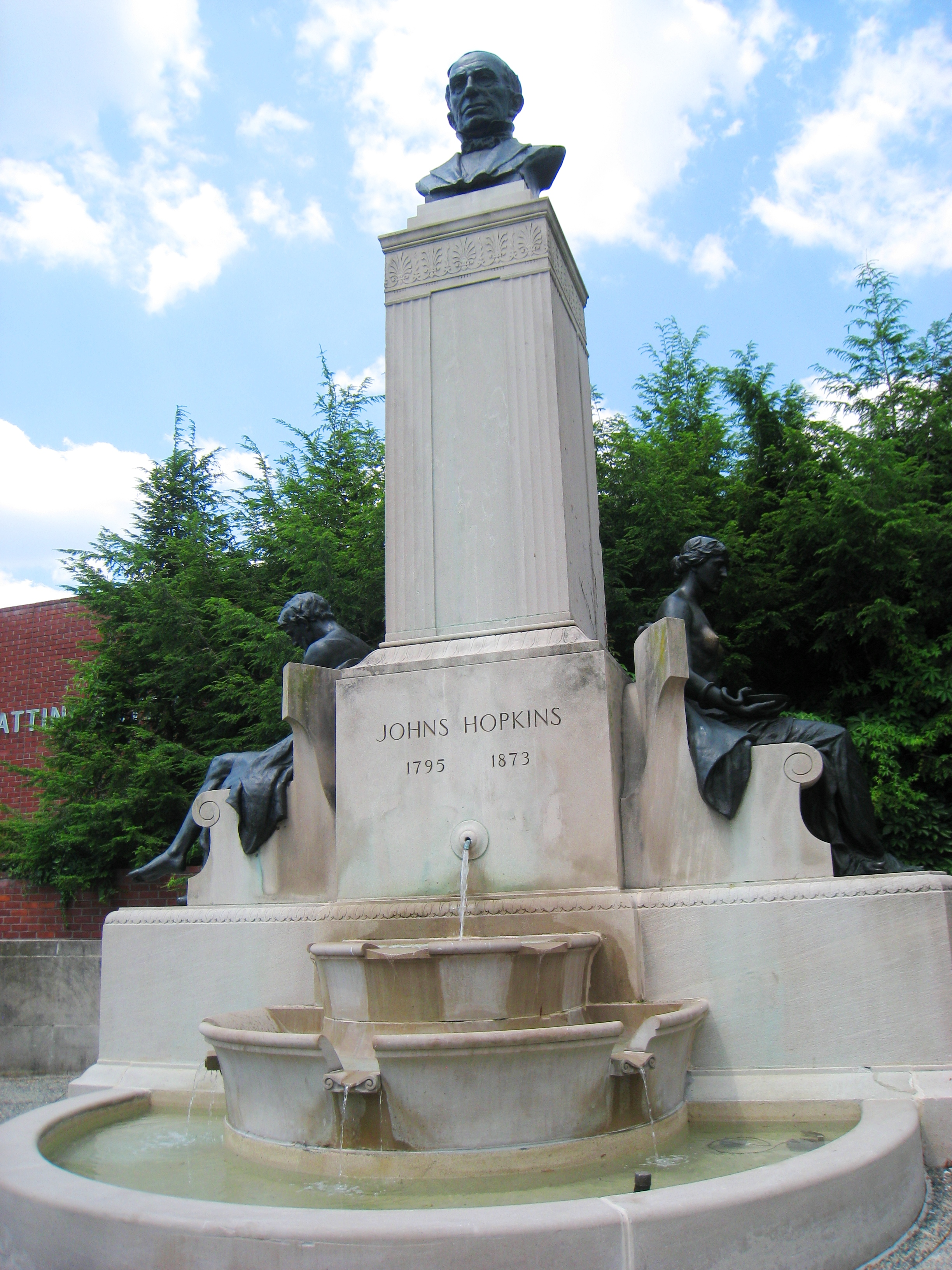
约翰斯·霍普金斯大学里的纪念碑

约翰斯·霍普金斯幼年所受的的教育使他在成年后成为强烈的废奴主义者。在南北战争中，他支持北軍，即林肯领导的联邦政府。亲眼目睹马里兰战役的惨烈使他萌生了创建一所医院的念头，也是日后他将遗产创办霍普金斯医院的原因之一。他晚年订立遗嘱，将遗产中的700万美元（依照物價指數，约折合2010年的28亿美元）等分成两份，留以日后建立一所研究型大学和一所医院。
1873年，约翰斯·霍普金斯在巴尔的摩病逝，终生未婚。遵照其遗嘱，以其命名的约翰斯·霍普金斯大学和约翰斯·霍普金斯医院于1876年和1878年先后建立。

### 名称与轶事
Johns这一拼法极其少见，即使以英语为母语者也经常将之与John（约翰）混淆。Johns这一罕见的名字来自约翰斯·霍普金斯的曾祖母玛格丽特·约翰斯（Margaret Johns）的姓氏。这个姓氏被霍普金斯家族作为名字传承了下来。